# Schiebeverschlussbeutel

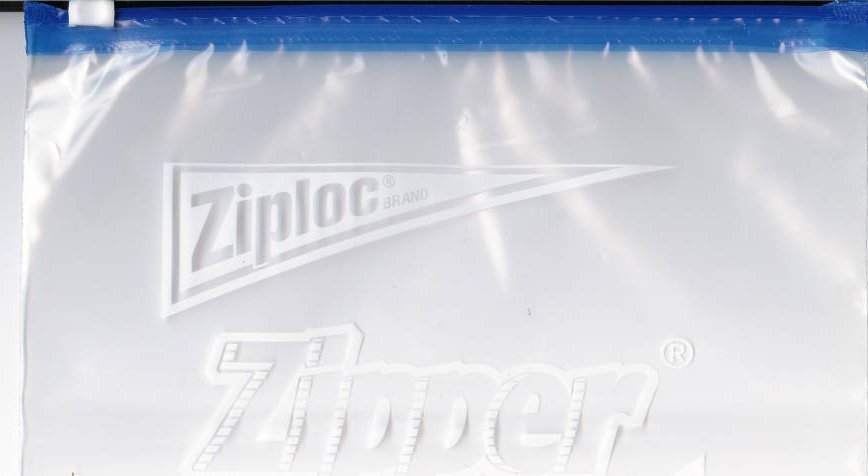
Schiebeverschlussbeutel

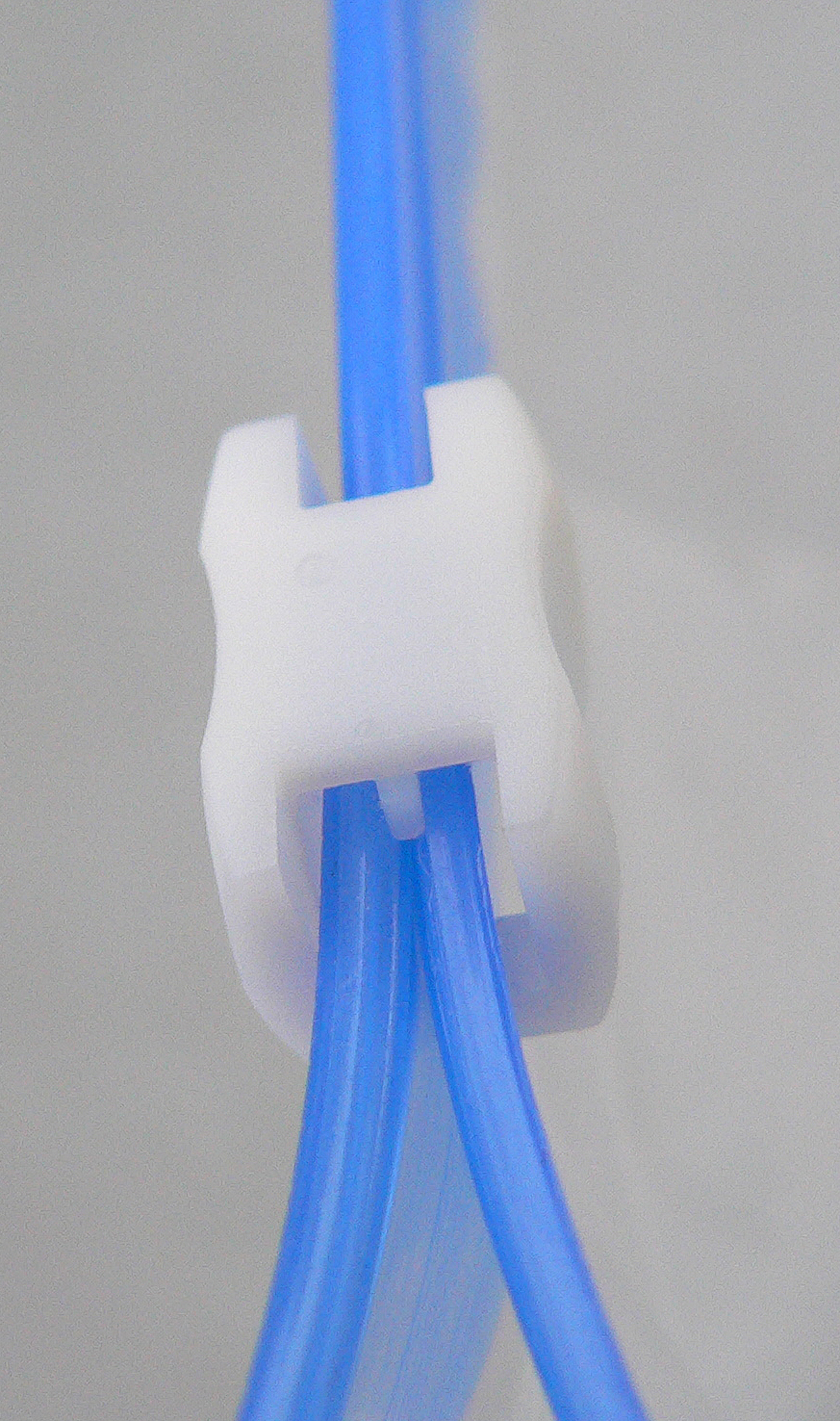
Verschlussmechanismus

Ein Schiebeverschlussbeutel (auch Gleitverschlussbeutel) ist ein Beutel aus Kunststoff mit einer Verschlussleiste aus zwei ineinandergreifenden Profilen. Sie kann wie ein Reißverschluss mit einem Schieber nahezu luftdicht verschlossen werden. Der Beutel lässt sich einfach öffnen und wieder verschließen und ist so wiederverwendbar.
Ein ähnliches Verschlussprinzip wird bei Druckverschlussbeuteln verwendet.